# Eduard Mörike

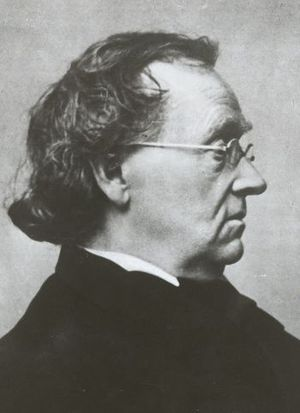
Eduard Mörike

Eduard Mörike (Ludwigsburg, 8 settembre 1804 – Stoccarda, 8 giugno 1875) è stato uno scrittore tedesco. Tra i più importanti rappresentanti del Biedermeier tedesco fu autore di Lieder e Ballate scrisse I canti di Peregrina, Idillio del lago di Costanza, e il romanzo Il pittore Nolten. Conosciuto soprattutto per il racconto Mozart in viaggio verso Praga del 1856.

## Biografia
Eduard Friedrich Mörike nasce l'8 settembre 1804 a Ludwigsburg. Nel 1817 la morte del padre costrinse la famiglia Mörike a trasferirsi a Stoccarda dove inizia a frequentare la ricca biblioteca dello zio Eberhard Friedrich Georgii. Dal 1818 al 1822 studia a Urach. Nel 1818 conosce Wilhelm Hartlaub con il quale instaura una fedele amicizia, successivamente conosce Wilhelm Waiblinger, il poeta ribelle che aveva conosciuto Friedrich Hölderlin negli anni della follia, ed era poi morto in giovane età a Roma.
Intraprende studi teologici nel celebre Tübinger Stift (anche Evangelisches Stift) di Tubinga, il collegio dove avevano studiato Hölderlin, Hegel, e Schelling; qui ha i primi contatti con Friedrich Theodor Vischer e con David Friedrich Strauß. Si unisce in una comunità di carattere religioso insieme a Waiblinger e Ludwig Bauer. Nel 1823 incontra Maria Meyer, la vagabonda misteriosa di cui si innamora, che scomparirà da Tubinga; ad essa sono dedicati i Canti di Peregrina (1824), ad essa si ispira inoltre per il personaggio di Elisabeth nel romanzo Maler Nolten (1832).
Nel 1827 muore l'amatissimo fratello August e tale circostanza rimarrà collegata per Mörike alla musica del Don Giovanni di Mozart, ascoltato pochi giorni prima durante una rappresentazione al Hoftheater di Stoccarda. Da questo momento in poi, Mörike eviterà in maniera angosciosa l'opera di Mozart.
Una volta tornato a Tubinga trasforma la comunità religiosa con gli amici in un mondo incantato di elfi e fate secondo un'idea alquanto utopica e insolita, dando ad essa il nome di Orplid.
Nel 1826 conclude gli studi teologici a Tubinga senza però intraprendere il vicariato, si deciderà a diventare Pastore improvvisamente soltanto nel 1829. Dello stesso anno è il fidanzamento con Luise Rau dalla quale si separerà nel 1834. Escono presso l'editore Cotta 20 poesie tra il 1828 e il 1829, mentre presso l'editore Schweizerbart viene pubblicato nel 1832 il romanzo Maler Nolten ("Il pittore Nolten").
Dopo la separazione con Luise Rau vive insieme alla sorella Klärchen nella cittadina di Cleversulzbach, nei pressi di Heilbronn, di cui è pastore. Tuttavia si occupa in questi anni più di poesia che del servizio pastorale, tanto che nel 1843 ottiene di potersi ritirare a vita privata. Ha frequenti contatti epistolari con Hermann Kurz, con il quale i rapporti si raffreddano improvvisamente durante i fatti politici del 1848 cui Kurz prese parte attiva.
Pubblica nel 1839 la raccolta di racconti Iris comprendente tra le altre le novelle: "Il tesoro", "Lucie Gelmeroth" e "Il contadino e suo figlio".
Nel 1844 si trasferisce con la sorella a Bad Mergentheim. Nel 1846 esce L'idillio del lago di Costanza in cui esalta in esametri classici il paesaggio lacustre. Peregrina da una località all'altra della Svevia in cerca di un'occupazione finché nel 1851 accetta di ricoprire l'incarico di insegnante di letteratura presso il Katharinenstift di Stoccarda, dove nello stesso anno sposa Margarethe von Speeth, risiedendo sempre con l'inseparabile sorella. Qui l'attività letteraria di Mörike fiorisce sensibilmente: si susseguono rapidamente opere in prosa (L'omino di Stoccarda, La mano di Jezerte, e Mozart in viaggio verso Praga, senza dubbio il suo capolavoro) mentre la sua fama si diffonde per tutta la Germania: Theodor Storm gli fa visita a Stoccarda, Paul Heyse ed Emanuel Geibel hanno rapporti epistolari con lui, gli vengono assegnati riconoscimenti e titoli dal re del Württemberg e dalla corte bavarese.
Nel 1867 esce la quarta edizione delle sue poesie arricchita degli ultimi componimenti ("Visita alla Certosa", "Erinna e Saffo", "Immagini di Bebenhausen"). Rimane incompiuta una rielaborazione del Maler Nolten, novella alla quale lavora fino alla morte.
Trascorre gli ultimi anni (1873-75) a Stoccarda in estrema solitudine.

## Opere
- Gedichte (1838, rivisto nel 1848 e nel 1864)
  - trad. Poesie, a cura di Vittoria Guerrini, Milano, Cederna, 1948
- Maler Nolten (1832), novella
  - trad. Nolten il pittore, a cura di Gemma Sartori, Torino, Utet, 1969
- Lucie Gelmeroth (1839), novella
- Der Schatz (1835), novella
  - trad. Il tesoro, in Tre novelle, a cura di Giuseppina Saija, Torino, Utet, 1946
- Der Bauer und sein Sohn (Märchen, 1839)
- Die Regenbrüder (1839), opera per musica di Ignaz Lachner
- Idylle vom Bodensee oder Fischer Martin (Sieben Gesänge, 1846).
- Das Stuttgarter Hutzelmännlein (1855), racconto
  - Lo stregonetto di Stoccarda, in Tre racconti romantici, a cura di Giovanni Vittorio Amoretti e Diana Dell'Omodarme, Torino, Utet, 1955 (contiene anche La meravigliosa storia di Peter Schlemihl di Adelbert von Chamisso e Ondina di Friedrich de la Motte Fouqué)
  - Castagnasecca l'omino di Stoccarda, Pordenone, Studio Tesi, 1984
- Mozart auf der Reise nach Prag (1856), novella
  - trad. Mozart in viaggio per Praga, a cura di Tomaso Gnoli, Verona, Mondadori, 1930 (contiene anche La storia della bella Lau e Il tesoro); con nota introduttiva di Laura Bosio, ivi, 1995
  - Il viaggio di Mozart a Praga e altri racconti, a cura di Federico Federici, Milano, Bompiani, 1943
  - Tre novelle: Mozart in viaggio verso Praga - Lucia Gelmeroth - Il tesoro, a cura di Giuseppina Saija, Torino, Utet, 1946
  - Mozart in viaggio verso Praga, trad. Felice Filippini, Milano: Rizzoli, 1955; con introduzione di Claudio Magris, ivi, 1974; BUR, 2001
  - Mozart in viaggio verso Praga, con uno scritto di Theodor Storm, Milano, Passigli, 1990
  - Mozart in viaggio verso Praga, Pordenone, Studio Tesi, 1991
  - Mozart in viaggio verso Praga, a cura di Giulio Cesare Maggi e Pier Franco Vitale, Milano, La vita felice, 2010
- Altre antologie in italiano
  - Novelle, trad. Tomaso Gnoli, Ferrara, Taddei, 1920
  - Liriche scelte, trad. Tomaso Gnoli, con un poemetto tradotto da Ettore Romagnoli, Firenze, Le Monnier, 1922
  - Storia della bella Naiade, trad. Rosina Pisaneschi e Alberto Spaini, Roma, Stock, 1927
  - Canti scelti, trad. Emilio Weidlich, Lanciano, Carabba, 1939
  - 53 poesie, in Dietrich Fischer-Dieskau, I Mörike-Lieder di Hugo Wolf, traduzione di Erik Battaglia, Asti, Analogon, 2015